# Bucquoy
Bucquoy là một xã của tỉnh Pas-de-Calais, thuộc vùng Hauts-de-France, miền bắc nước Pháp.

## Dân số
| 1962                                                           | 1968 | 1975 | 1982 | 1990 | 1999 |
| -------------------------------------------------------------- | ---- | ---- | ---- | ---- | ---- |
| 1320                                                           | 1344 | 1307 | 1253 | 1243 | 1218 |
| Census count starting from 1962: Population without duplicates |      |      |      |      |      |